# Chandiroor Divakaran
Kalathil Makki Divakaran (en malayalam : കളത്തിൽ മാക്കി ദിവാകരൻ), plus connu sous son nom de plume Chandiroor Divakaran, est un écrivain et poète indien de langue malayalam, né à Chandiroor (en) au sud-ouest de l'Inde le 10 mai 1946. Il écrit également des chansons traditionnelles de sa région natale, Kerala.
Il est récompensé en 2011 du prix national Ambedkar pour l'ensemble de sa contribution à la Littérature malayalam (en).

## Biographie
Kalathil Makki Divakaran est né dans le petit village de Chandiroor (en) — d'où il tire son nom — situé dans le district d'Alleppey, dans le Kerala, le 10 mai 1946. Fils de Kalathil Makki et de Kurumba, il commence à écrire des poèmes à un très jeune âge. Après avoir fini une préparation en sanskrit, il commence un cours de malayalam sous Vidwam G. Kumaran Nair, qu'il termine en 1973.
Il enseigne ensuite dans plusieurs ateliers dans les districts d'Alleppey et d'Ernakulam.
En 1980, il est sélectionné pour devenir clerc dans le comité de logement de l'état de Kerala, poste qu'il occupe jusqu'en 2001.
Il est récompensé en 2011 du prix national Ambedkar pour l'ensemble de sa contribution à la Littérature malayalam (en).

## Œuvre
Poète de langue malayalam, il a écrit de nombreuses chansons traditionnelles, dramatico-musicales et de villuppattu.
- Radha (1965)
- Parnnupoya Inakkuyil (1966)
- Malsyaghandhi (1968)
- Sheriffa (1969)
- Udayavum Kathu (1977)
- Aazhathilodungiya Jeevithangal (1980)
- Madhya Durantham (1982)
- Kudumbini (1990) (nouvelles)
- Muzhakkuka Panjajanyam (1991)
- Chakara (1994 — poésie infantile)
- Pakal pakshiyude geetham (1996)
- Desapuranam (1996 — poésie infantile)
- Arani (1999)
- Pattini Theyyam (2003)
- Ulsavam (2003 — poésie infantile)
- Vishadhaparvam (2004)
- Viswakarmakeerthanangal (2007)
- Iniyethradhooram (2008)
- Mounanombaram (2011)
- Karnikaram (2013)

## Prix
- Poppal Gana Award (1976)
- Jnanodhayam Sabha P.K.M Vayanasala Award (1977)
- DYFI Award (1978)
- Chethana Award (1979)
- Mathrubhumi Award (1981)
- Samastha Kerala Sahithya Parishath Award (1985)[1]
- Yuvabhushanam Vayanasala Award (1987)
- Ujala Award (1994)
- Surendran Memorial Award pour Vishadha (1994)[1]
- Padit Karuppan Sahithya Award (1994)
- Bodhi Sahithya Puraskaram (2003)
- Jusse Award (2005)
- Krishna Award (2008)
- P.K. Thevar Award (2009)
- Akshyadeepapuraskaram (2010)
- Ambedkar Award (2011)